# Пенни

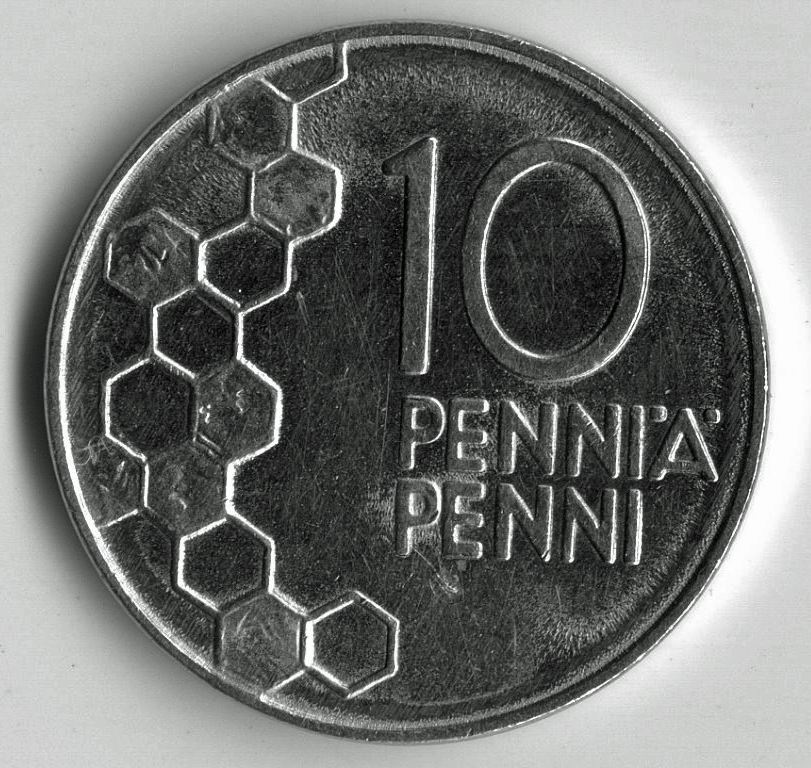
10 пенни 1990 года, Финляндия

Пенни, иногда пенс (англ. , фр. и скотс penny, мн. ч. pence для денежной суммы и pennies для нескольких монет; ирл. pingin; гэльск. peighinn; фин. и эст. penni) — разменная денежная единица многих стран и территорий, в разное время входивших в состав Британской империи, а также Финляндии и Эстонии. Наиболее известен британский пенни. Во времена хождения фартинга тот составлял по стоимости четверть пенни.
В словарях общей лексики слово «пенни» в большинстве случаев используется в среднем роде, в профессиональной (в частности, нумизматической и филателистической) литературе, как правило, в мужском, как и слово «пенс». Множественное число для слов «пенни» и «пенс» — «пенсы», в случае финляндского и эстонского пенни — «пенни».

## Этимология
Слово «пенни» имеет общий корень с немецким пфеннигом, скандинавским пеннингом, польским фенигом и пенязем, фенингом Боснии и Герцеговины. Происхождение слова остается спорным. Вот лишь несколько версий:
- от кельтского pen — голова;
- от фризского panding (в свою очередь происходящего от латинского pondus) — вес;
- от немецкого pfanne — сковорода (из-за формы некоторых брактеатов);
- от английского pawn, немецкого Pfand, скандинавского pand, означающего залог (заклад) или знак (символ).

## Некоторые разновидности пенни
- Британский пенни — английская, позже британская монета. До февраля 1971 года пенни был равен 1⁄12 шиллинга или 1⁄240 фунта стерлингов, с 1971 года по настоящее время = 1⁄100 фунта стерлингов.
- Шотландский пенни (peighinn) — в Средние века по примеру Англии и Франции приравнивался к 1⁄12 шотландского шиллинга или 1⁄240 шотландского фунта. После заключения унии Англии и Шотландии (1707 год) 12 шотландских фунтов были приравнены к 1 английскому, так что английскому пенни стал соответствовать шотландский шиллинг (sgillinn).
- Ирландский пенни — до перехода на евро = 1⁄100 ирландского фунта (в 1928—1970 годах = 1⁄12 ирландского шиллинга = 1⁄240 ирландского фунта).
- Финляндский пенни — разменная монета Финляндии до введения евро, равная 1⁄100 финской марки.
- Эстонский пенни — разменная денежная единица Эстонии в 1918—1928 годах, равная 1⁄100 эстонской марки.
- Пенни Южно-Африканской Республики — разменная денежная единица бурской Южно-Африканской Республики (Трансвааля) в 1892—1902 годах, равная 1⁄12 южноафриканского шиллинга или 1⁄240 южноафриканского фунта.[3]

Кроме того, «пенни» — обиходное название самых мелких монет в двух англоязычных странах — США и Канаде, официальное название которых — цент (см. Монеты США).

## Символпенни
Пенни и пфенниг появились как подражания римскому денарию. Поэтому изначально их символом являлась первая буква в латинском названии монеты — denarius. В Англии и англоязычных странах она писалась обычным шрифтом — d, в Германии — немецким готическим курсивом — ₰.
После 1971 года (введения в Великобритании десятичной системы денежного счисления) пенни обозначается буквой p, символ немецкого пфеннига практически не используется с середины XX века.

Символ пфеннига
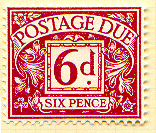
Британская марка стоимостью 6 пенсов